# Schismorhynchus
Schismorhynchus is een monotypisch geslacht van straalvinnige vissen uit de familie van slangalen (Ophichthidae).

## Soort
- Schismorhynchus labialis Seale, 1917